# Aranyos bábrabló
Az aranyos bábrabló (Calosoma sycophanta) a futóbogárfélék családjába tartozó, Európában, Nyugat-Ázsiában és Észak-Amerikában elterjedt ragadozó bogárfaj. 

## Előfordulása
Az aranyos bábrabló Európa és Ázsia mérsékelt övi vidékein él. A kis bábrablóval (Calosoma inquisitor) együtt Amerikában megtelepítették, hogy a káros rovarok lárváit és hernyóit pusztítsák. Elterjedési területén az aranyos bábrabló rendszeresen előfordul, de nem gyakori.

## Megjelenése
Ez a futrinkaféle 2,5-3,5 centiméter hosszú. Nagysága és rézvörös-zöld fémfényű szárnyfedői alapján jól felismerhető.

## Életmódja
Az aranyos bábrabló lomb- és tűlevelű erdők lakója. Magyarországon főleg a hegy- és dombvidéki tölgyesekben gyakori, de előfordul az alföldi füzesekben, nádasokban, keményfaligetekben is. A nagy futóbogarak többségével ellentétben nappal aktív. Ragadozó, főleg hernyókra (többek között a gyapjaslepke hernyójára) vadászik. Egyedszáma is a hernyókétól függ: egyes években tömeges lehet, míg máskor szinte eltűnik. 

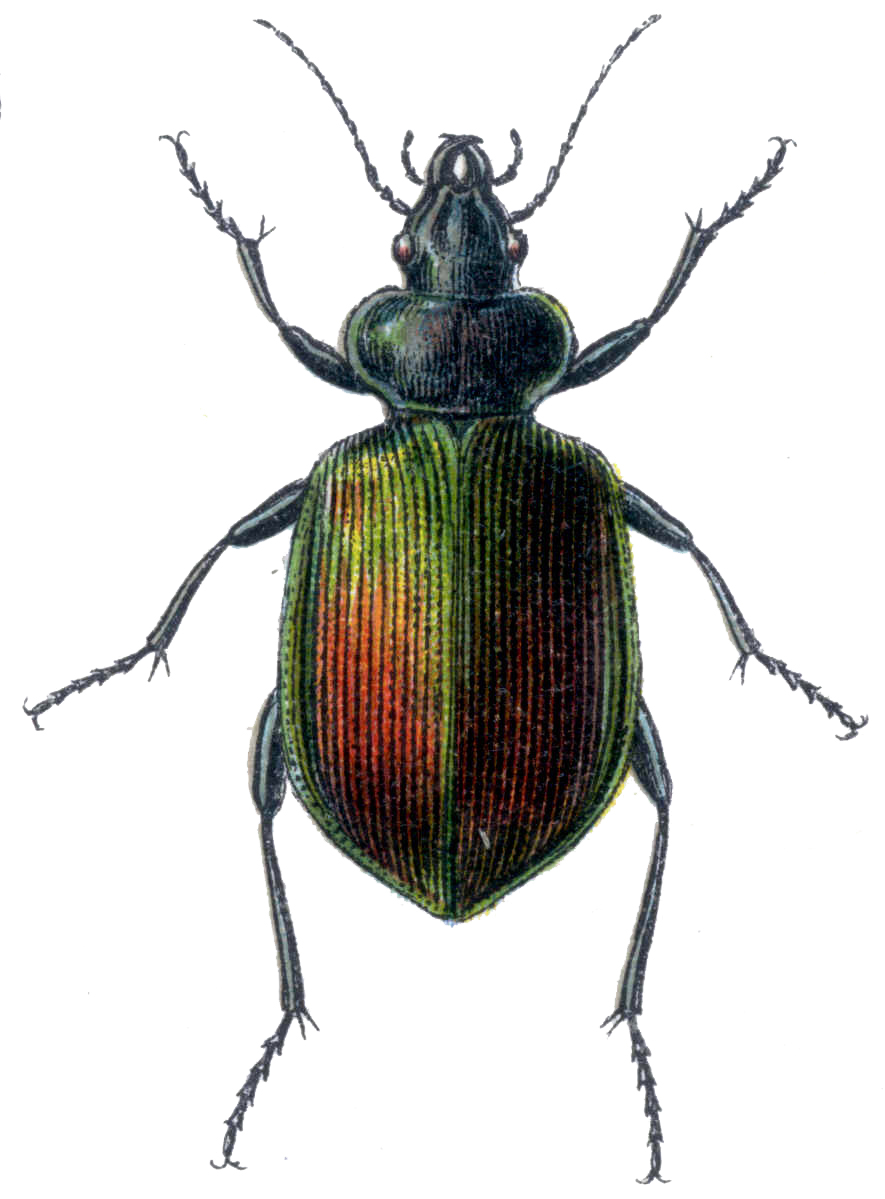
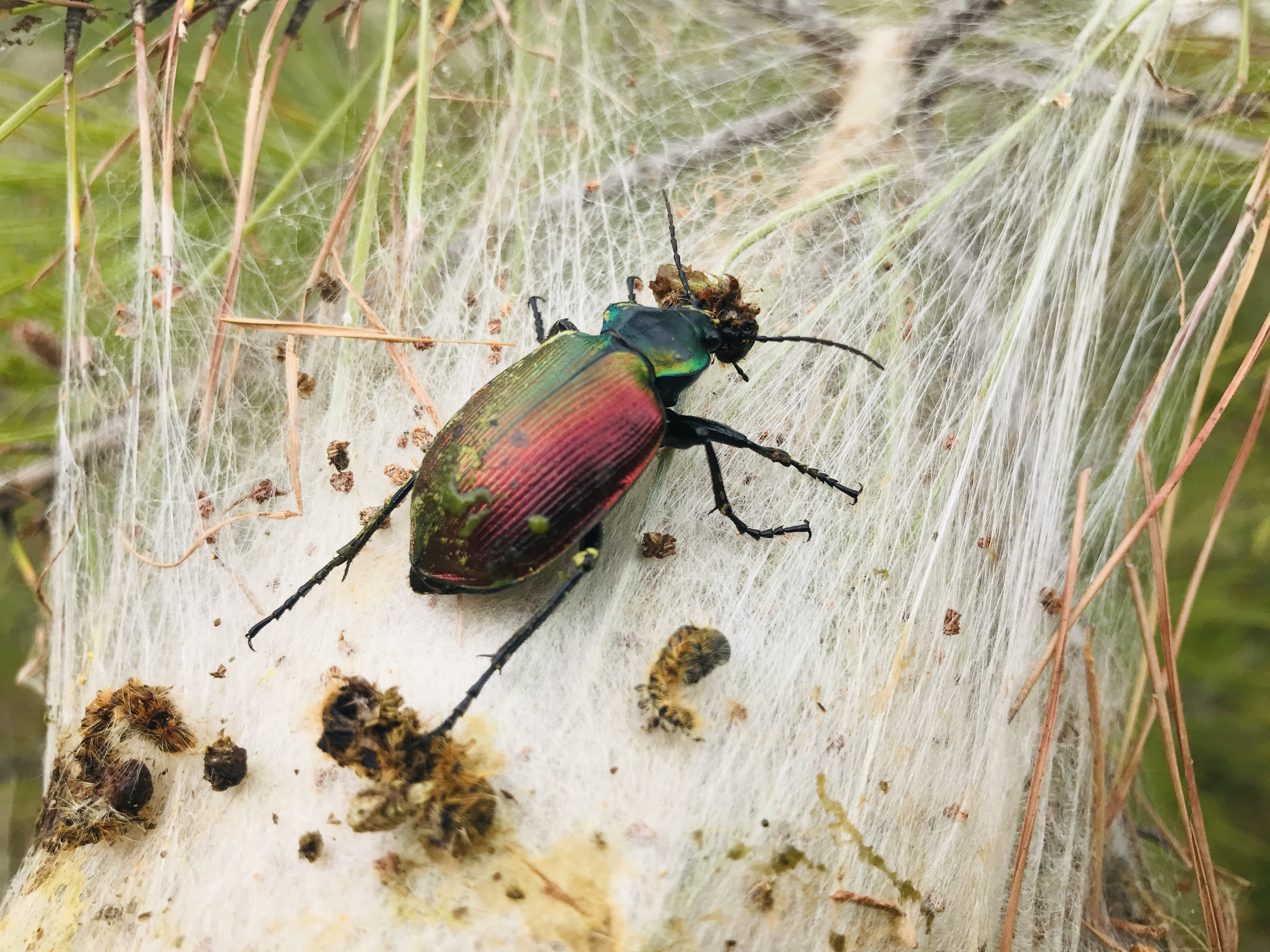
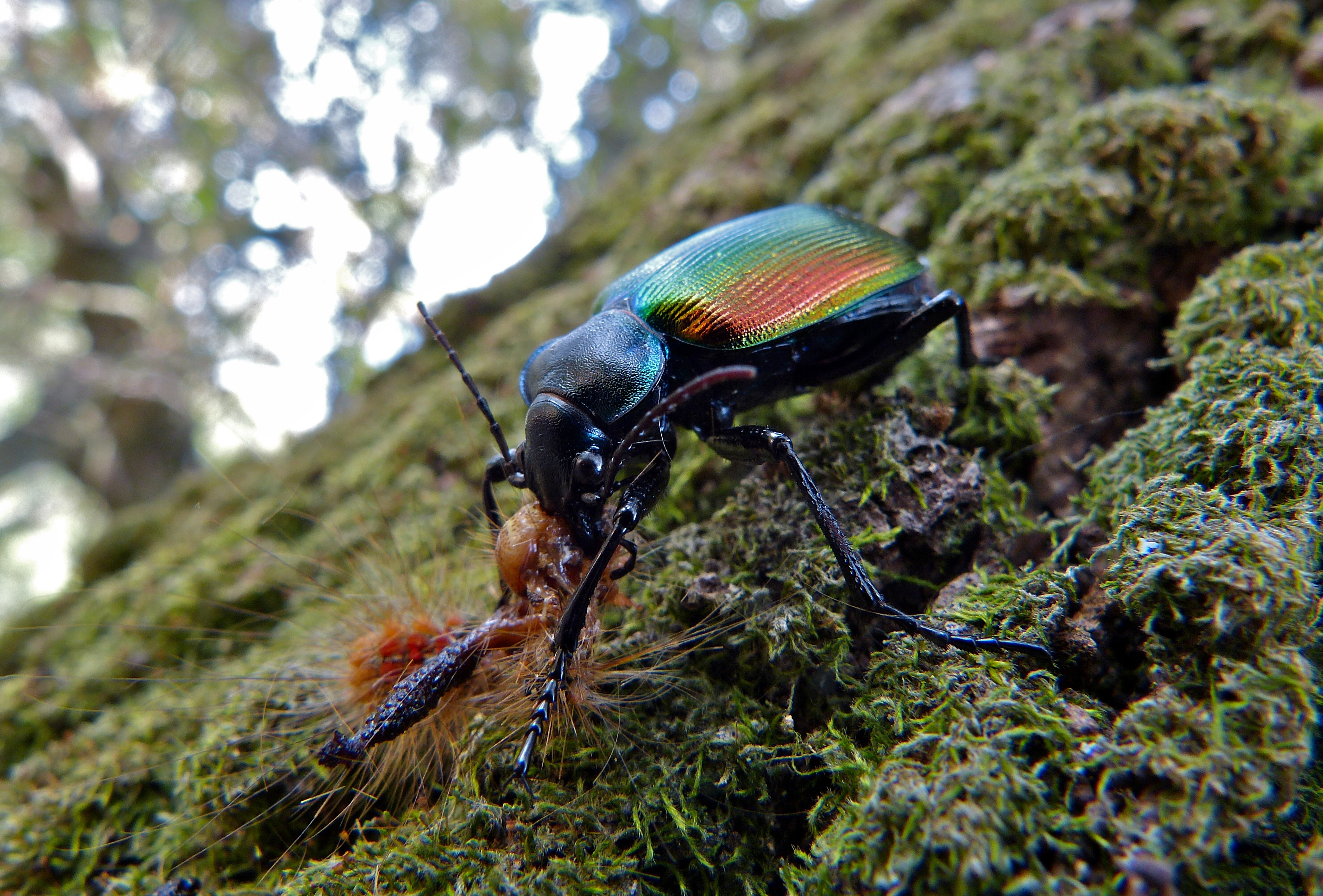
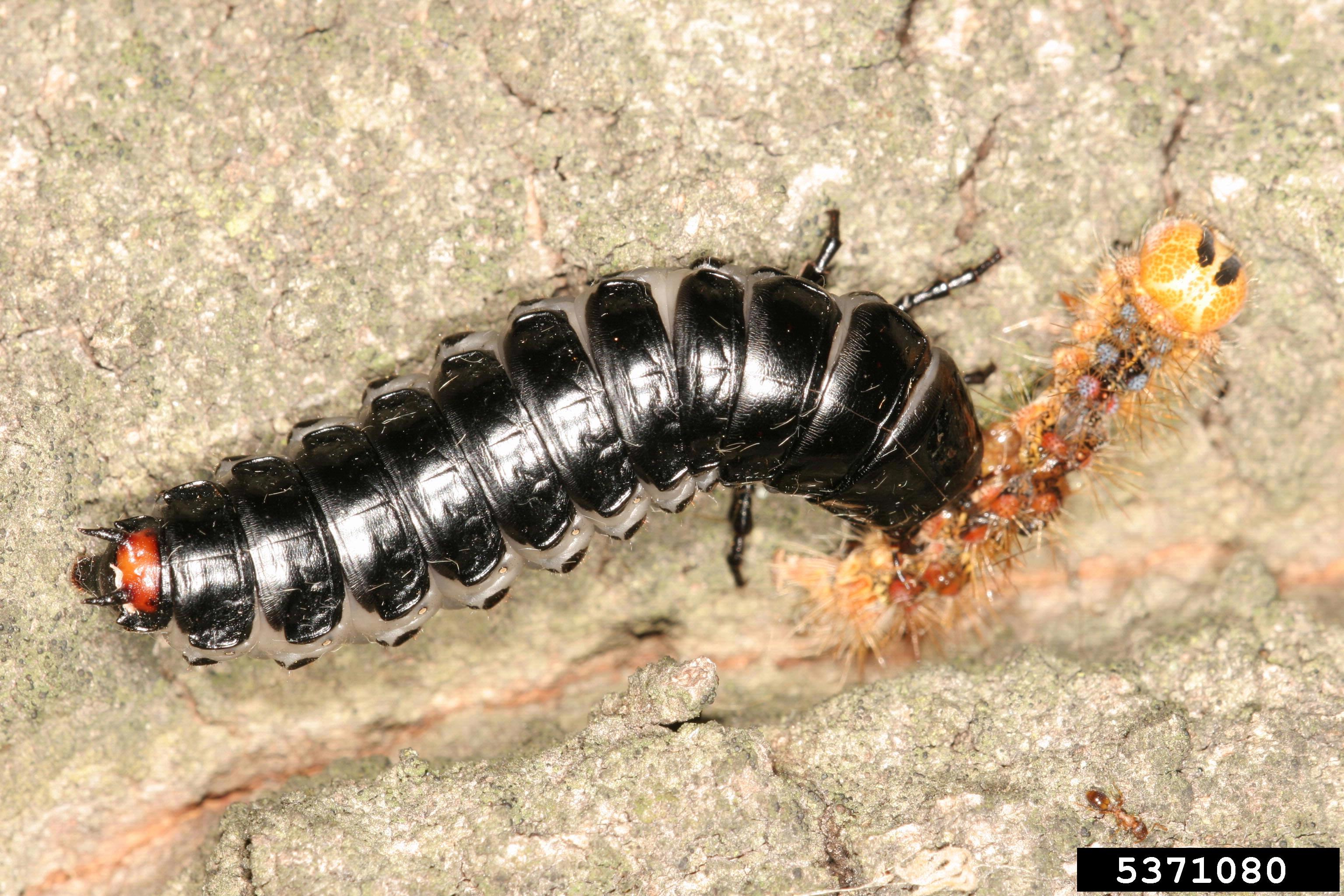
Lárvája
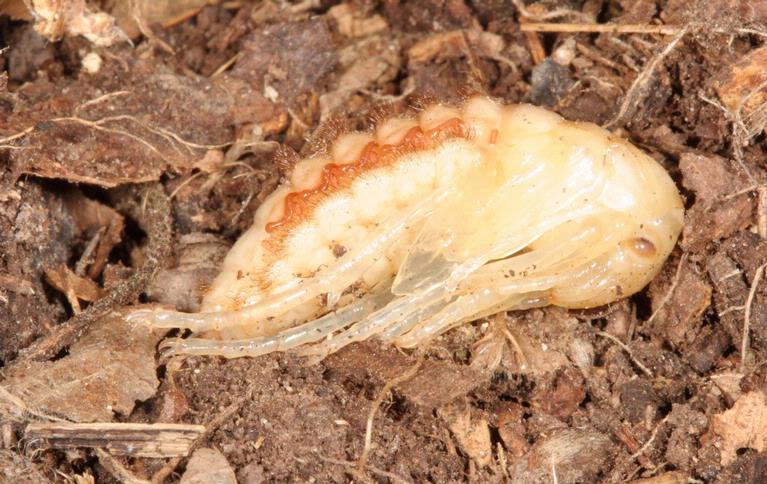
Bábja